# Gallarate
Gallarate är en stad och kommun i provinsen Varese i regionen Lombardiet i norra Italien. Kommunen hade 53 339 invånare (2018) och gränsar till kommunerna Arsago Seprio, Besnate, Busto Arsizio, Cardano al Campo, Casorate Sempione, Cassano Magnago, Cavaria con Premezzo och Samarate.

## Personer från Gallarate
- Girolamo Cardano, matematiker
- Gallarate är födelseort för Ivan Basso som vunnit Giro d'Italia två gånger, 2006 och 2010.

## Externa länkar

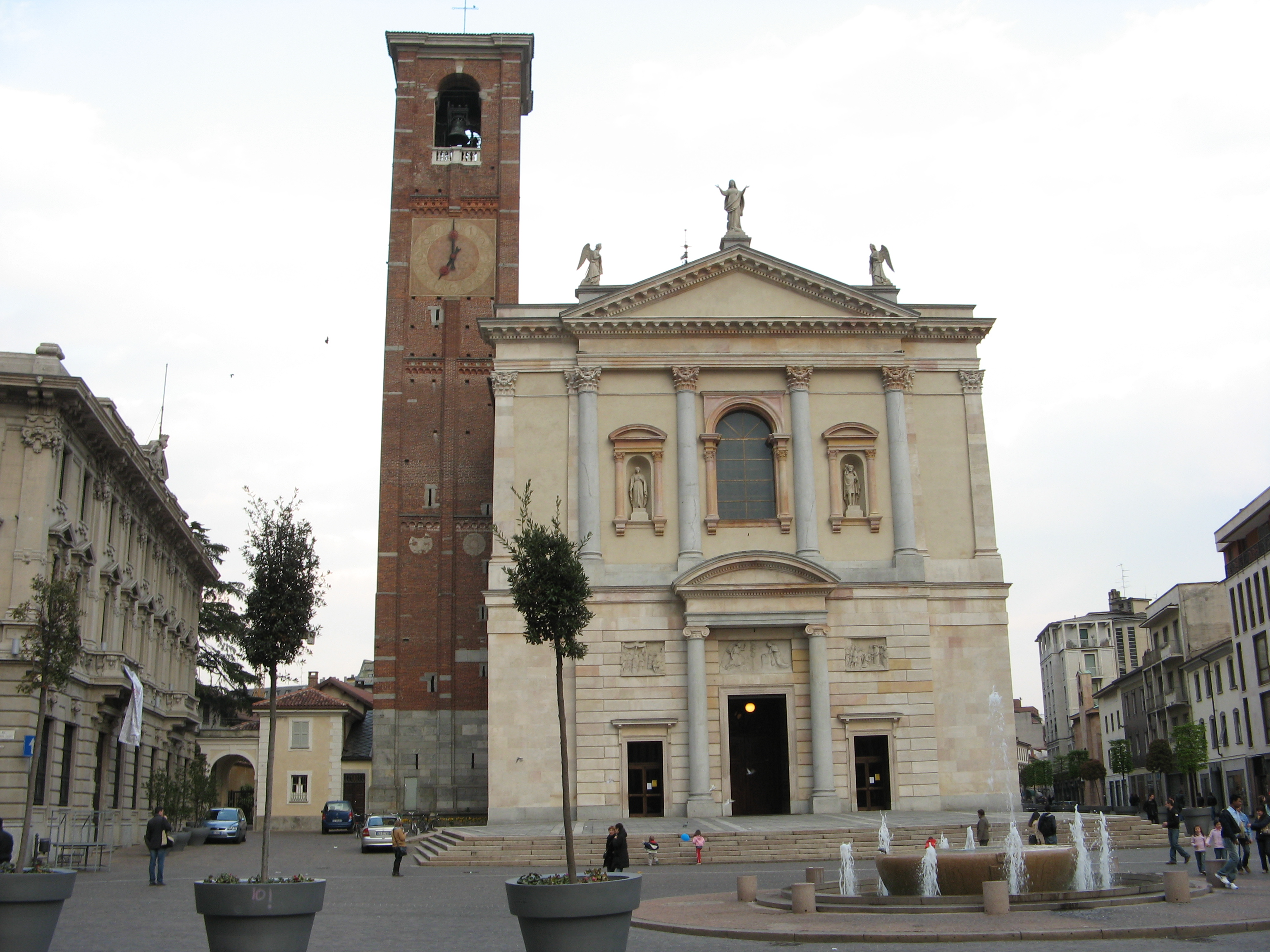
Santa Maria Assunta i Gallarate